# 1944年美國總統選舉
1944年美国总统選舉是第40届四年一次的总统选举。它于1944年11月7日星期二举行，正值第二次世界大战期间。现任的民主党总统富兰克林·罗斯福击败了共和党人托马斯·杜威，成為美國歷史上第一位贏得第四任期的總統。
在1940年总统大选中，罗斯福成为美国第一位贏得第三任期的总统，毫无疑问他将寻求第四任期。与1940年不同的是，罗斯福在党内几乎没有遭到反对，他輕易赢得1944年民主党全国代表大会的总统提名。由於擔心羅斯福的健康狀況可能意味著副總統可能會成為總統，大會放棄了罗斯福的竞选伙伴亨利·A·华莱士，转而支持密苏里州参议员哈里·杜鲁门。 纽约州州长杜威在威斯康星州初选中获胜后成为共和党提名的领先者，并在1944年共和党全国代表大会上击败了保守派州长约翰·W·布里克。
由于美国及其盟国在第二次世界大战漸入佳境，罗斯福尽管长期任职仍然很受欢迎。杜威竞选策略為反对新政和支持较小的政府，但最终没有成功说服该国改变方向。这次选情比罗斯福的其他总统竞选活动更为接近，但罗斯福仍然在民眾投票中適度領先，並在选举人票大勝。有关罗斯福健康不佳的傳言，虽然有点被他精力充沛的參选態勢所驱散，但事後却证明具有先见之明；罗斯福在第四任期内不到三个月就去世了，由杜鲁门接替職位。